# Västra gästrike flygklubb
Västra gästrike flygklubb är en svensk flygklubb som håller till vid Storvik-Lemstanäs flygfält mellan Storvik och Kungsgården. 

## Verksamhet
Klubbens verksamhet består av motorflyg, ultralätt motorflyg och modellflyg. Omfattande skolning bedrivs inom alla fyra verksamhetsgrenarna. Segelflygsektionen bedriver utbildning från grundskolning till vidareutbildning, som sträckflygning, molnflygning och avancerad flygning. Motorflygsektionen bedriver grundskolning till privatflygcertifikat (PPL) och mörkerflygutbildning. Modellflygsektionen bedriver utbildning i radiostyrning av modellflygplan med dubbelkontrollanläggningar. I klubben finns omkring 110 medlemmar. 